# Gene Glazer
Eugene Gerson Glazer (New York, 24 novembre 1939) è un ex schermidore statunitense.

## Biografia
Ha partecipato ai Giochi della XVII Olimpiade di Roma nel 1960 ed ai Giochi della XVIII Olimpiade di Tokyo nel 1964.

## Palmarès
In carriera ha conseguito i seguenti risultati:
- Giochi Panamericani:

Chicago 1959: oro nel fioretto a squadre.